# Велокомп'ютер

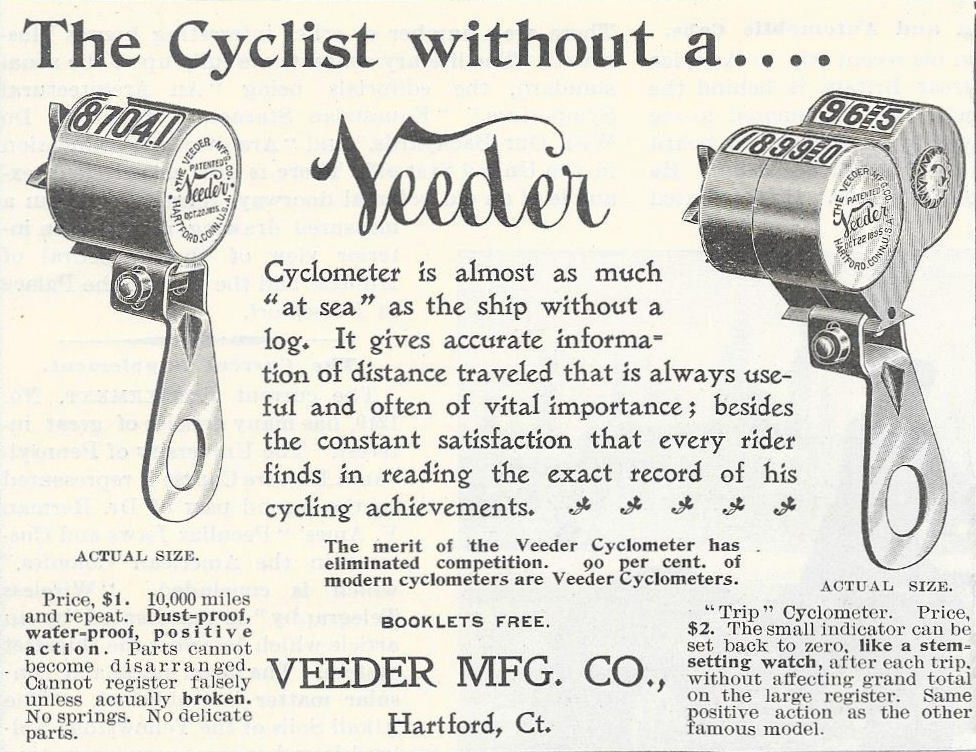
Велоодеметри Veeder

Велокомп'ютер — прилад, звичайно завбільшки з наручний годинник, який інформує велосипедиста про моментальну та середню швидкість, кілометраж пробігу загальний, даної поїздки, поточний час, час поїздки тощо. Винайдений у 1983 році. Кріпиться звичайно до керма.

## Велоодометр

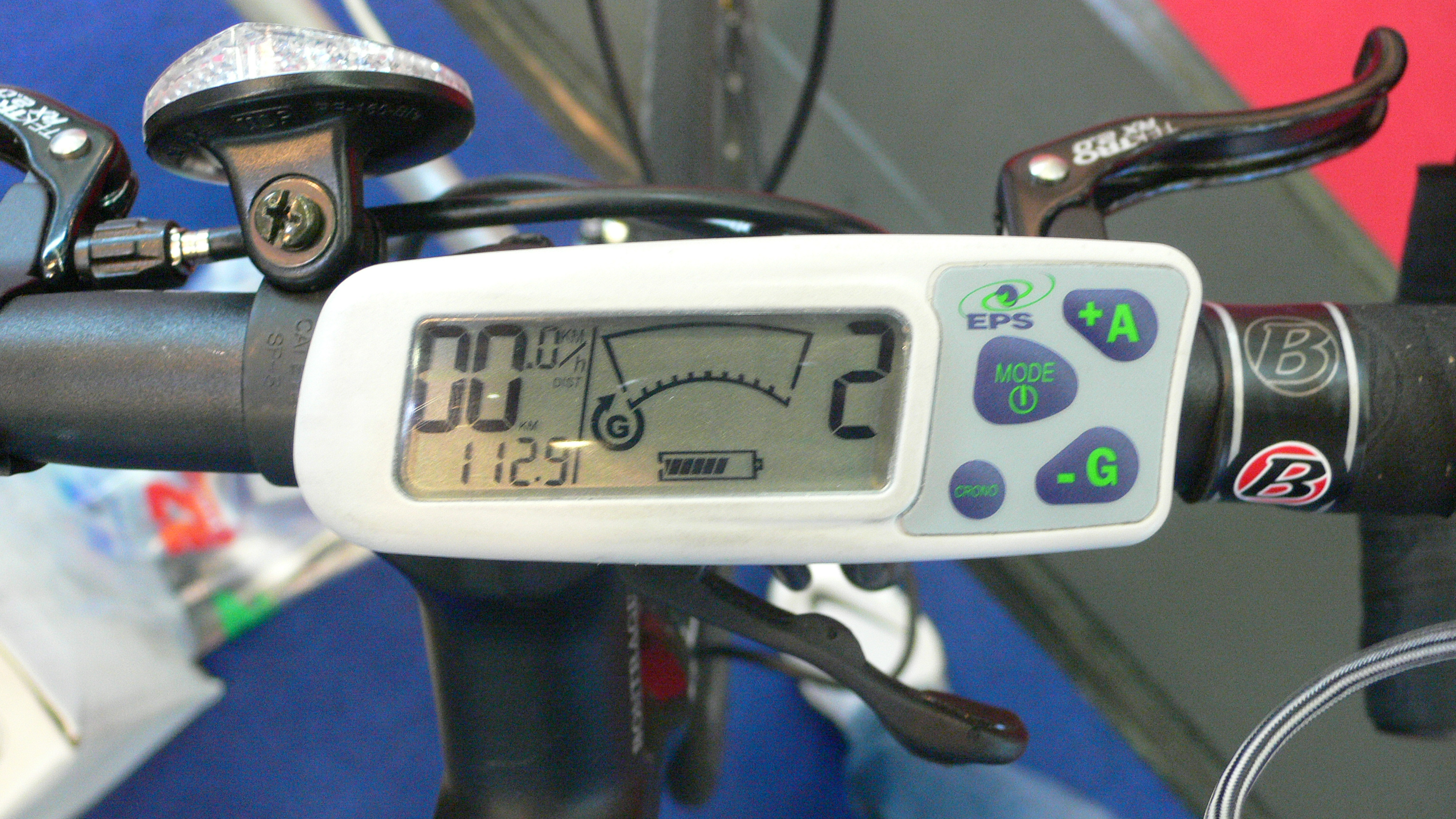
Велокомп'ютер Bionx Elektro-6

Першим прообразом велокомп'ютера був велоодометр (велолічильник) — простий механічний пристрій, який рахував число обертів колеса велосипеда, винайдений у 1895 році Кертісом Хассі Відером.
Велосипеди ХВЗ оснащувалися велоодометрами СЧ-1-28",  СЧ-3-24" та СЧ-4-27" виробництва заводу «Автоприбор», які були копіями велоодометрів Відера.

Успіх велоодометра привів до появи інших конструкцій механічних пристроїв, які мали можливість вимірювати не тільки пройдену відстань, але і швидкість.

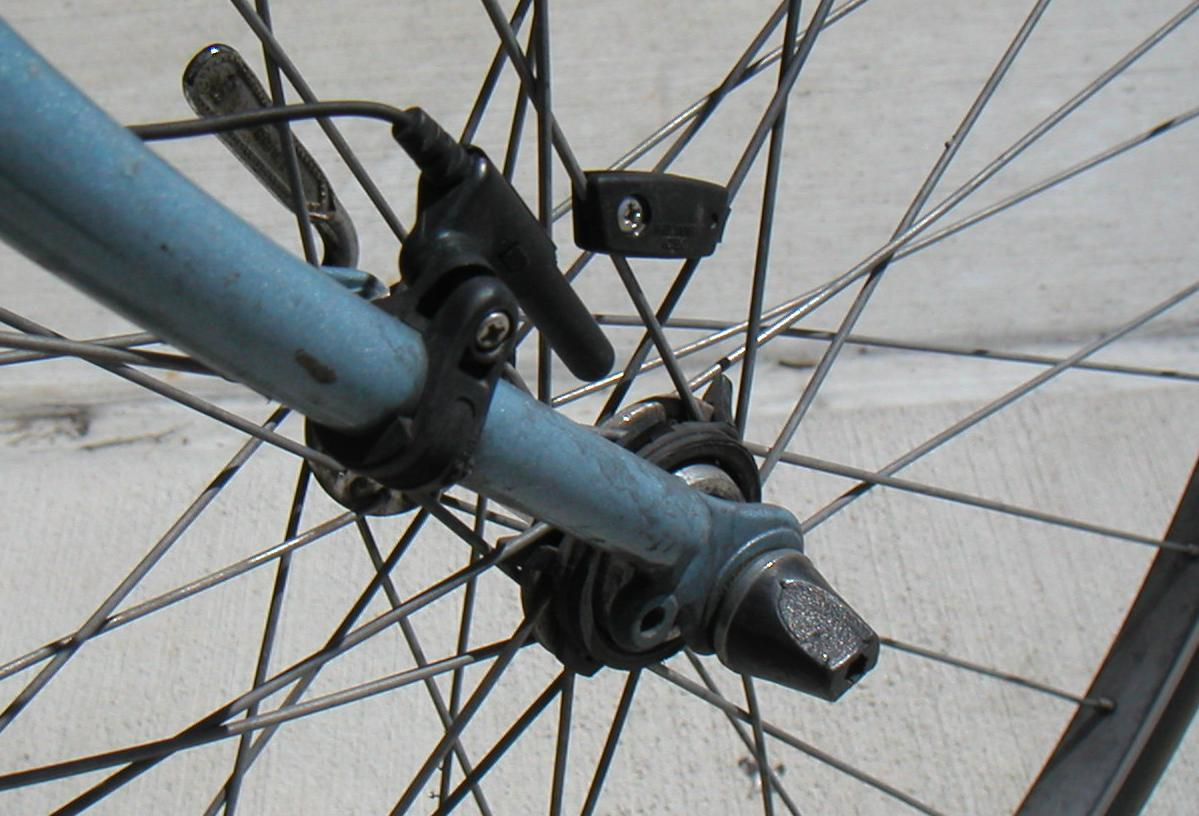
Кріплення датчика обертів колеса

## Конструкція

### Складові частини
Велокомп'ютер складається з наступних основних елементів:
- Основний блок (безпосередньо велокомп'ютер) — виглядає як електронний годинник, що кріпляться на кермо, винос керма або, іноді, на руку. Живиться від мініатюрного елемента живлення та/або сонячних батарей.
- Датчики на базі геркону або датчику Хола
  - Датчик колеса, що кріпиться до вилки, спрацьовує від магніту, встановленого на спиці колеса. Як правило встановлюється а передньому колесі.
  - Датчик каденса (частоти педалювання) кріпиться до рами, спрацьовує від магніту, встановленого на шатуні педалей.

### Способи з'єднання
Існують провідні та безпровідні модифікації велокомп'ютерів. У безпровідних варіантах сигнал з геркона передається в комп'ютер за допомогою радіосигналів, що дозволяє позбутися проводів та використовувати велокомп'ютер без обов'язкової установки на велосипед (наприклад, на руку, як звичайний годинник). Бездротовий велокомп'ютер, як правило, вимагає зміни акумуляторів раз на 2-3 місяці, провідний — не частіше одного разу на рік.

## Налаштування
Перед використанням велокомп'ютера його необхідно налаштувати, встановивши відповідну довжину колеса велосипеда, на якому встановлений датчик обертів, інші параметри розраховуються автоматично через підрахунок кількості обертів колеса, частоти педалювання тощо. Необхідно враховувати, що показання велокомп'ютера залежать від тиску повітря у  шині: зі зменшенням тиску довжина колеса стає трохи меншою, в той же час велокомп'ютер налаштований на іншу довжину, що веде до хибних даних.
Окремі моделі велокомп'ютерів мають резервне живлення, що дозволяє не збивати  одометра і налаштування часу при заміні основного акумулятора, в інших моделях після скидання налаштувань часу одометра при заміні акумулятора є режим, що дозволяє ввести подолану відстань вручну. Інші здатні вимірювати частоту пульсу для рекомендацій щодо темпу руху тощо.
Характерною особливістю більшості велокомп'ютерів є запізнення показань поточної швидкості на 1-4 оберти колеса, оскільки зчитування показань з геркона відбувається дискретно (раз за оберт). Сигнал зупинки велосипеда (використовуваний, зокрема, для зупинки секундоміра, що відлічує час руху) також може запізнюватися на 2-4 секунди.